# Ozarba gaedei
Ozarba gaedei là một loài bướm đêm trong họ Noctuidae.